# La historia casi verdadera de Pepita la Pistolera
La historia casi verdadera de Pepita la Pistolera es una película uruguaya de 1993 dirigida por Beatriz Flores Silva. Es una historia de ficción basada en la investigación periodística de María Urruzola de un caso real. La protagonista principal de la película es interpretada por Margarita Musto.

## Argumento
Una mujer de mediana edad, en forma cortés y sin violencia, realizó una serie de atracos en empresas de créditos durante varios meses de 1988, en la ciudad de Montevideo (Uruguay), a efectos de superar los problemas económicos y así mantener a su hija, ya que su esposo estaba internado en un hospital psiquiátrico. Las víctimas entregaban el dinero de la caja, sin saber que el supuesto revólver con que las apuntaba era en realidad el mango de un paraguas. El hecho fue noticia en la prensa, que la bautizó Pepita la Pistolera. La policía tardó en dar con ella.
Es un largometraje narrativo que mezcla la realidad con rasgos típicos de los montevideanos.

## Repercusiones
Esta película fijó un estándar para la producción audiovisual uruguaya, finalizando un proceso de crecimiento de la misma comenzado en 1985 con la salida a la democracia de Uruguay. Fue rodada en video en lugar de 35 mm para reducir costes. Esto dificultó su difusión en las salas de cine, a la vez que tuvo poco apoyo de la productora, aunque fue bien recibida por el público.
A partir de las expectativas generadas tanto por esta película como por su casi contemporánea El dirigible, surgió un apoyo al cine uruguayo que favoreció la creación del Instituto Nacional del Audiovisual y posteriormente del Fondo Nacional del Audiovisual.

## Premios
- 1993: Gran Premio Paoa TV en el Festival Internacional de Cine de Viña del Mar.
- 1993: Premio a la mejor actuación femenina, Videofil de Guadalajara.
- 1994: Premio al mejor video en el Festival Internacional de Cine Latino de Chicago.
- 1994: Premios al mejor mediometraje de ficción, a la mejor actuación y premio del público en el Festival Latinoamericano de Video de Rosario, Argentina.
- 1994: Premio a la mejor ficción en el Espacio Uruguay y Primer premio Unión Latina de video en el Festival Cinematográfico Internacional del Uruguay.[5]